# Père Goriot
Père Goriot è un cortometraggio muto del 1915 diretto da Travers Vale.
Il romanzo era già stato portato sullo schermo da un film francese del 1910 diretto da Armand Numès. Nel 1926, E. Mason Hopper firmò la regia di un nuovo adattamento cinematografico interpretato da Jetta Goudal, Lionel Barrymore ed Émile Chautard, che venne distribuito con il titolo Paris at Midnight.

## Produzione
Il film fu prodotto dalla Biograph Company.

## Distribuzione
Distribuito dalla General Film Company, il film - un cortometraggio in due bobine - uscì nelle sale cinematografiche statunitensi il 9 febbraio 1915.